# Hans Georg Mozart
Hans Georg Mozart (getauft 20. April 1647 in Augsburg; † 19. November 1719 ebenda) war ein deutscher Maurermeister der Barockzeit und Werkmeister am Augsburger Domkapitel. Adolf Layer nennt Mozart „[...] einen der führenden Barockbaumeister Augsburgs an der Wende zum 18. Jahrhundert [...]“.

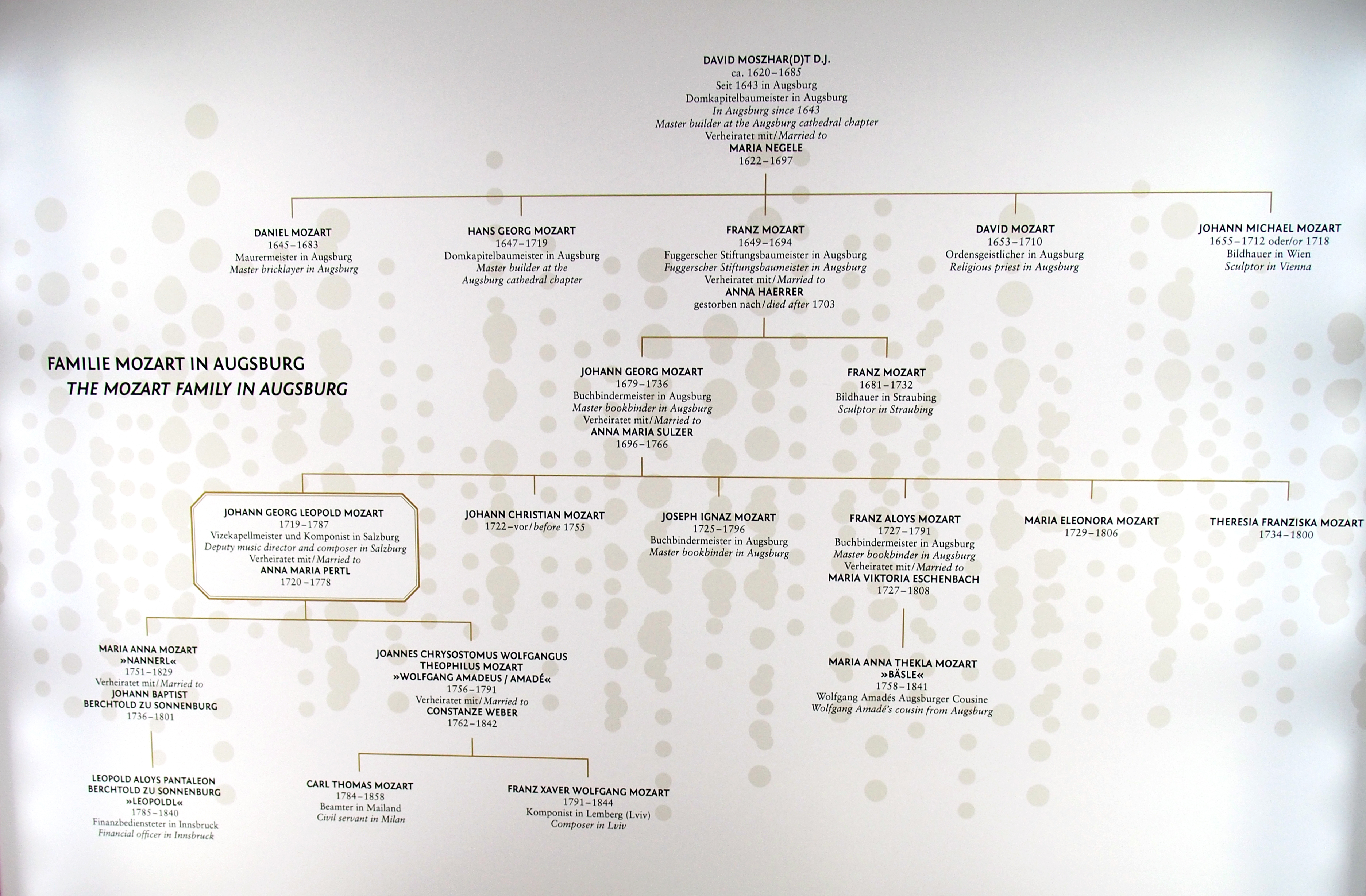
Stammbaum der Mozartfamilie

## Familie
Hans Georg Mozart war der zweite Sohn des angesehenen Augsburger Maurermeisters David Mozart, des Stammvaters der Künstlerfamilie Mozart. Zwei seiner Brüder waren ebenfalls Maurermeister, Daniel (1645–1683) und Franz, der Urgroßvater des Komponisten Wolfgang Amadeus Mozart; beide erlangten aber nicht die Bedeutung Hans Georgs oder des Vaters David. Ein weiterer Bruder, David (1653–1710), schlug eine Laufbahn als Geistlicher ein, der jüngste Bruder Johann Michael (1655–1718) wurde Bildhauer. Außerdem hatte Hans Georg Mozart vier Schwestern.
Hans Georg Mozart war zweimal verheiratet und hatte 11 Kinder:
- ab 1679 mit Rosina (geborene Pollinger), sie starb jedoch bereits vier Jahre später, kurz nach der Geburt des dritten Kindes.
- ab dem 14. März 1684 mit Ursula Widenmann. Aus dieser Ehe gingen acht weitere Kinder hervor.[3]

Nach dem Tod seines Bruders Franz übernahm Mozart die Vormundschaft für dessen Sohn Johann Georg, den späteren Vater von Leopold Mozart und Großvater von Wolfgang Amadeus Mozart.

## Werdegang
Mozart bestand am 30. Oktober 1679 die Meisterprüfung für das Maurerhandwerk. Im April 1680 erhielt er von der Stadt Augsburg die Meistergerechtigkeit – als ererbt von seinem Vater – und damit die Berechtigung als Maurermeister zu arbeiten. Es wird vermutet, dass er die vorangegangene Lehrzeit zusammen mit seinem Bruder Franz bei seinem Vater verbracht hat. Wenige Jahre zuvor, 1677, hatten die beiden Brüder, die sich ein Zubrot als Leichenträger verdienten, einen Ehrlosen, nämlich einen Scharfrichterknecht, zu Grabe getragen und dafür eine Geldbuße auferlegt bekommen, die später allerdings erlassen wurde. 1681 konnte Mozart ein stattliches Anwesen im Äußeren Pfaffengäßchen (heute Nr. 24) im Augsburger Domviertel erwerben.
Im Herbst 1687 wird Hans Georg Mozart Werkmeister am Augsburger Domkapitel. Der Berufung war eine Empfehlung des Fürstbischofs Christoph von Freyberg-Eisenberg vorausgegangen, außerdem eine Fürsprache durch Mozarts Bruder David, zu der Zeit Prediger im Augsburger Augustiner-Chorherrenstift von St. Georg. Das Amt behielt Hans Georg Mozart auch nach dem Tode Freyberg-Eisenbergs 1690. Im Jahr 1689 wurde Mozart Vorsteher der Augsburger Maurerzunft, erneut 1690, 1705 und 1712. Er war bis zu seinem Tod 1719 an Bauprojekten beteiligt, zuletzt an Arbeiten an den Fugger-Häusern in der Augsburger Maximilianstraße.

## Werke
Hans Georg Mozart arbeitete zunächst zusammen mit seinem Vater David, unter anderem vermutlich an einem Privathaus in Dillingen, in der heutigen Königstraße 44 und am Turmaufsatz der Wallfahrtskirche Unsere Liebe Frau im Moos in Kicklingen (heute zu Dillingen). Später errichtete er unter anderem das Haus des Augsburger Bürgermeisters in der Maximilianstraße; es wurde 1944 bei einem Bombenangriff zerstört.

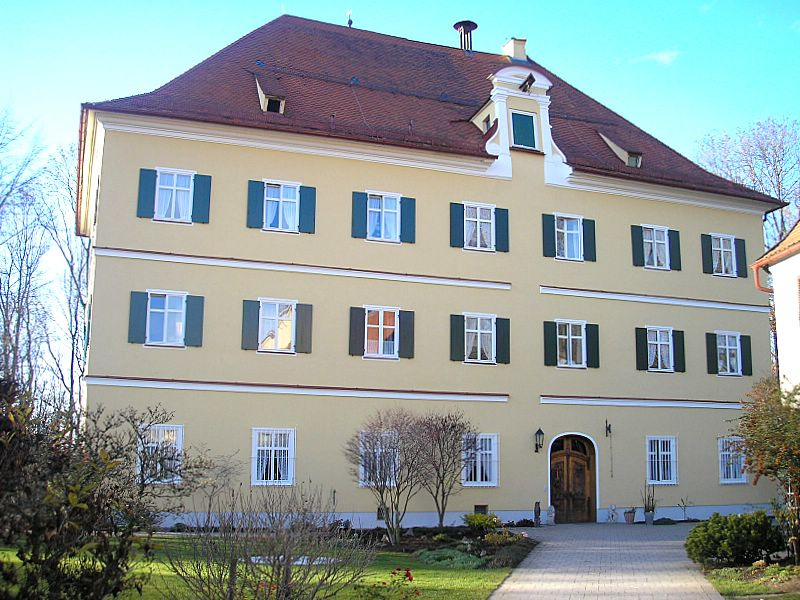
Hauptbau von Gut Mergenthau

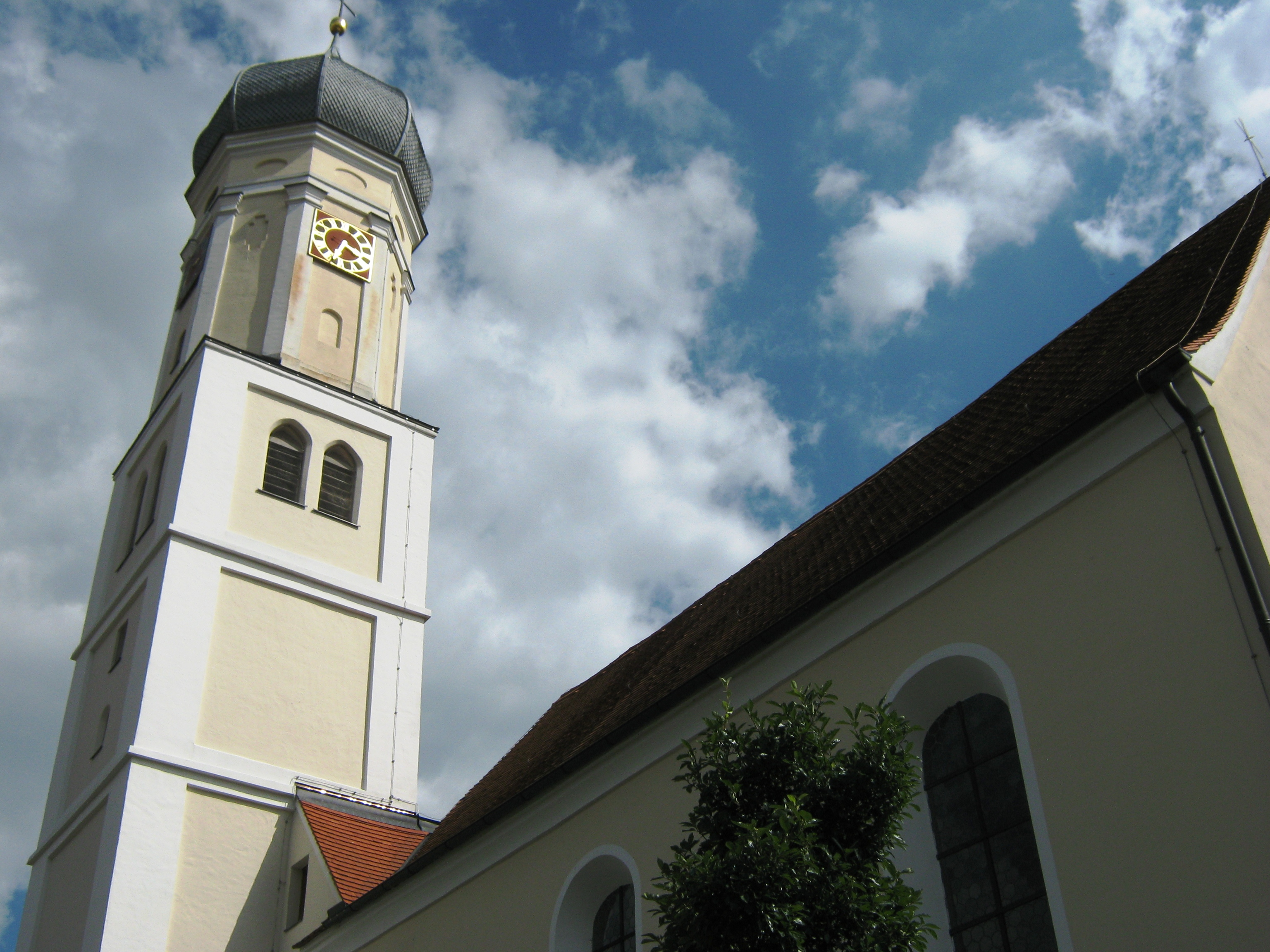
Pfarrkirche St. Adelgundis (Anhausen)

Erhaltene und sicher Hans Georg Mozart zuzuschreibende Bauwerke sind
- Konventgebäude des Augustiner-Chorherrenstifts von St. Georg in Augsburg, 1705[8]
- Turmaufsatz von St. Michael in Augsburg-Pfersee,[9] 1693
- Bräuhaus in Stadtbergen,[10] 1695
- Chorumbau, Turmaufsatz und Langhausneubau von St. Adelgundis in Anhausen,[11] 1708, 1711 und 1716
- Chor- und Turmneubau von St. Blasius in Hirblingen[12]

- Gut Mergenthau bei Kissing,[13] 1713

Hinsichtlich Bauzeit und Urheberschaft Mozarts unsicher ist Schloss Kissing.

## Film
- Eingetaucht in die Ewigkeit: Augsburg – die bayerische Mozartstadt, eine Filmdokumentation von Bernhard Graf, BR, 2011, eine Spurensuche über Hans Georg Mozart, seine Ahnen und Verwandten
- Mozart, die wahre Geschichte, Eine Filmdokumentation von Bernhard Graf, BR, 2012, ein Dokumentarspiel über Hans Georg Mozart, seine Vorfahren und berühmten Verwandten
- Mozarts Geheimnisse, eine Filmdokumentation von Bernhard Graf, BR, 2019, eine Spurensuche über Hans Georg Mozart, seine Vorfahren und Verwandten